# Sæward van Essex

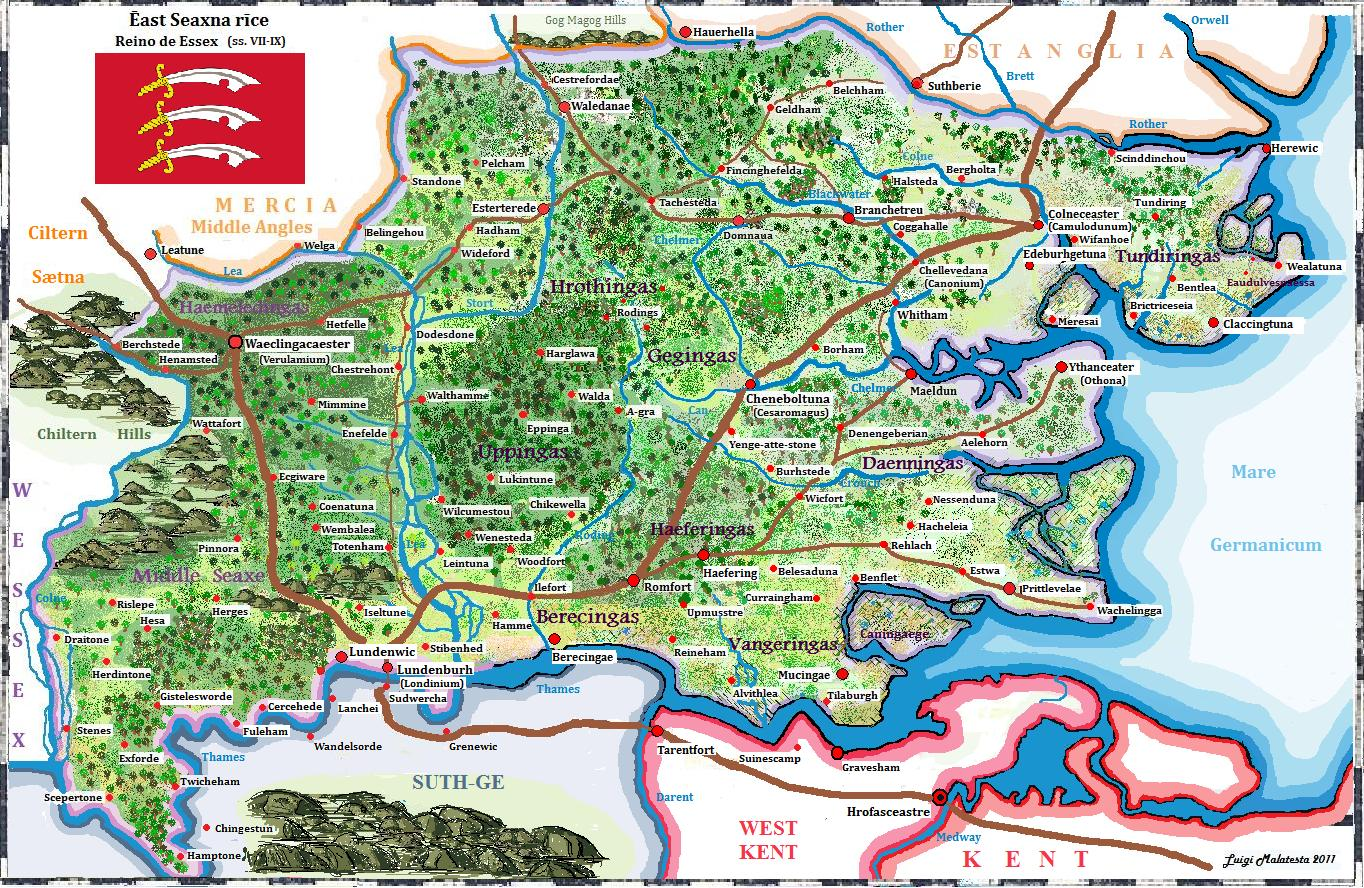
Essex in de vroege Angelsaksische periode.

Sæward (? - 617) was van 616/617 tot 617 samen met zijn broer Sexred (en mogelijk ook een derde broer) koning van het Angelsaksische koninkrijk Essex.

## Leven
Sæwards vader Sæberht had naast Sæward twee andere zonen, Sexred en iemand wiens naam niet is overgeleverd. De broers gaven na de dood van hun vader in 616/617 het christelijke geloof op en bestegen gezamenlijk de troon. Sæward verdreef samen met zijn broers de Londense bisschop Mellitus uit Essex, nadat deze hen de hostie zou hebben geweigerd. Er zijn echter geen aanwijzingen voor algemene christenvervolgingen. Veeleer zou het zijn geweest om de hegemonie van Kent te breken, waarvan de koning Æthelberht I het christendom in 604 in Essex had ingevoerd en heidense culten had verdrongen.
In 617 sneuvelde Sæward samen met zijn broer in een slag tegen de West-Saksische Gewissæ. Sæwards zoon Sigeberht I volgde hem op als koning van Essex.